# Nemescsó
Nemescsó (niem. Tschobing; słoweń. Čobin, chorw. Čobin) – wieś na Węgrzech, w komitacie Vas, w powiecie Kőszeg, 6 km od miasta Kőszeg.
Pierwsza wzmianka o miejscowości pochodzi z 1284 roku.
W 2014 zamieszkiwały ją 284 osoby, a w 2015 – 279 osób.
Burmistrzem jest Irén Szerdahelyi-Bánó.